# Auguste de Colbert-Chabanais
Auguste François-Marie de Colbert-Chabanais (Paris, 18 de novembro de 1777 - Pieros, 3 de janeiro de 1809) foi um general de brigada francês do Primeiro Império. Seus irmãos mais velhos, Pierre e Louis, também eram generais da cavalaria de Napoleão I.
Foi morto por um tiro de longa distância pelo Rifleman Thomas Plunkett, do 95th Rifles, na Batalha de Cacabelos.

## Biografia
Auguste de Colbert-Chabanais alistou-se como voluntário nacional no 8º batalhão de Paris em 1793. Passado para o 7º Regimento de Caçadores a Cavalo em dezembro de 1793, foi promovido a segundo-tenente em 23 de setembro de 1795, depois tornou-se ajudante de campo de Grouchy em 2 de janeiro de 1796, e depois, como capitão, para Murat em 19 de outubro de 1797, e serviu com eles na Itália e no Egito. Participou sucessivamente na Batalha de Saléhieh, após a qual foi promovido a comandante de esquadrão e no Cerco de São João de Acre, onde sofreu um ferimento muito grave.
Auguste de Colbert-Chabanais alistou-se como voluntário nacional no 8º batalhão de Paris em 1793. Passado para o 7º Regimento de Caçadores a Cavalo em dezembro de 1793, foi promovido a segundo-tenente em 23 de setembro de 1795, depois tornou-se ajudante de campo de Grouchy em 2 de janeiro de 1796, e depois, como capitão, para Murat em 19 de outubro de 1797, e serviu com eles na Itália e no Egito. Participou sucessivamente na Batalha de Saléhieh, após a qual foi promovido a comandante de esquadrão e no Cerco de São João de Acre, onde sofreu um ferimento muito grave.

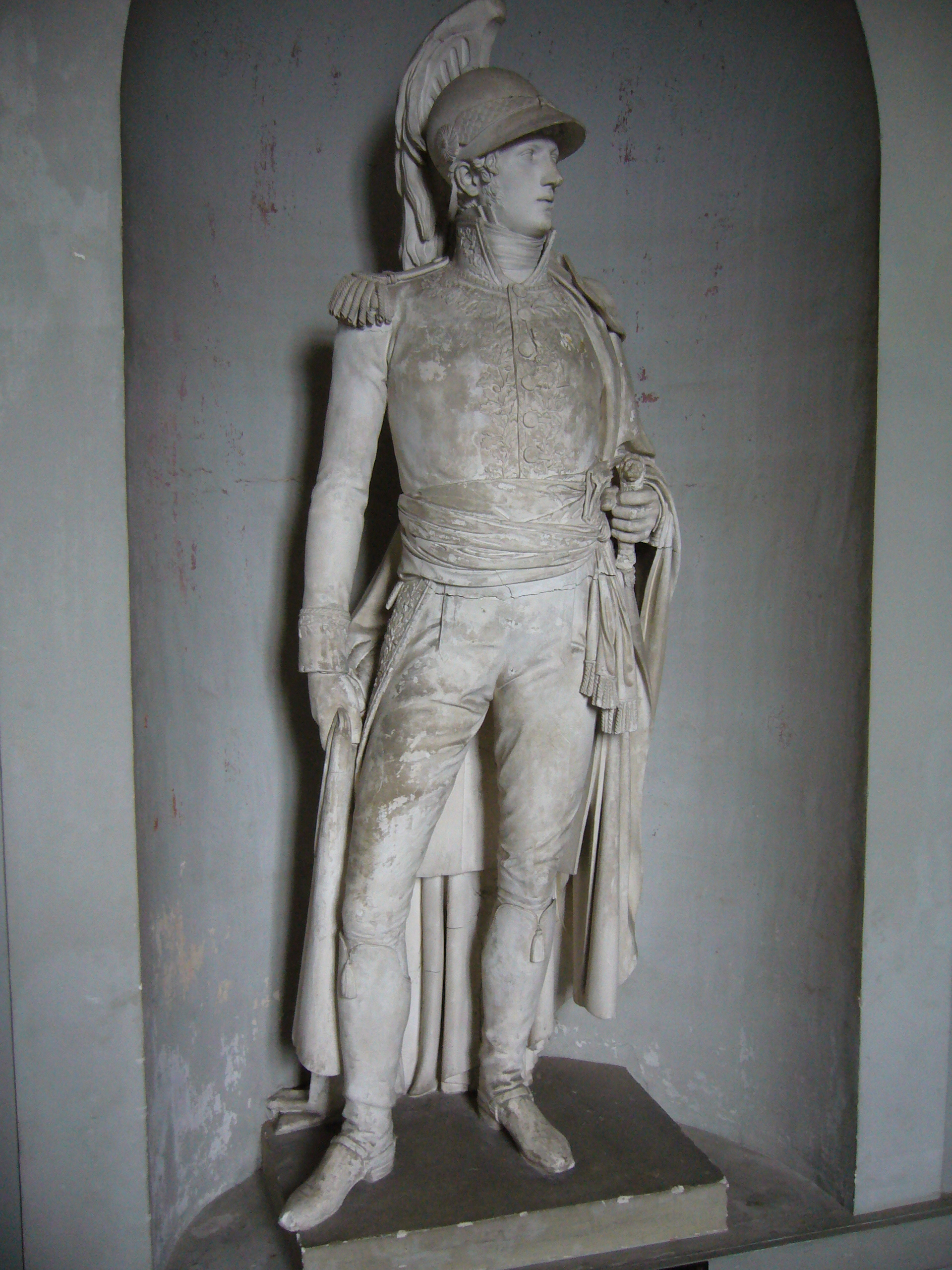
Prova de gesso da estátua que seria erguida na Pont de la Concorde

Retornando à França com Desaix, Colbert mudou-se para a Itália e comportou-se com distinção em Marengo, o que lhe valeu a promoção ao posto de ajudante-geral. Os seus feitos de armas valeram-lhe a cruz de membro da Legião de Honra que lhe foi concedida no dia 19 Frimário do ano XII, e no dia 3 Nivoso seguinte foi nomeado para o posto de chefe de brigada do 10º Regimento de Caçadores. Foi como coronel deste regimento, guarnecido em Paris, que participou em 1804 na comissão militar que condenou por unanimidade o Duque de Enghien à morte.
Ele se destacou no ano seguinte em Elchingen, Ulm e na Batalha de Austerlitz. Elevado ao posto de general de brigada no final de 1805, o Imperador quase imediatamente o encarregou de uma importante missão em São Petersburgo, onde foi acompanhado por seu grande amigo Claude Testot-Ferry, futuro coronel da cavalaria da Guarda Imperial (eles reunir-se-ão em Espanha).
Em 1806, o General de Colbert justificou a confiança de que Napoleão depositara nele. A batalha de Jena proporcionou-lhe a oportunidade de mostrar toda a sua coragem e habilidade; neste dia deu prova de valor, e foi registrado no 8º boletim do Grande Armée que, à frente do 3º de Hussardos e do 2º de Caçadores, fez vários ataques bem sucedidos à infantaria inimiga.
Casou-se com a filha do senador de Canclaux, com quem teve dois filhos nascidos em 1805 e 1808. O casal reside no Château du Saussay (Ballancourt-sur-Essonne), propriedade do Sr. Canclaux.

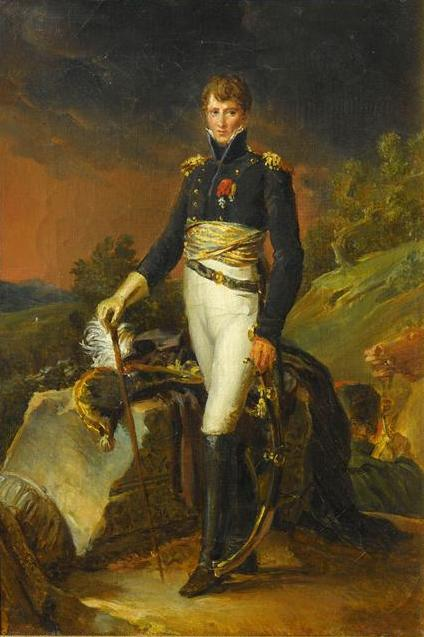
Auguste François-Marie, barão de Colbert-Chabanais (1777-1809), general, François Pascal Simon, barão Gérard (1770-1837), 1809, Castelo de Versalhes.

Enviado em 1808 para a Espanha, o General Colbert estava sob as ordens do Marechal Bessières em Medina del Rio Seco em 14 de julho de 1808 e em Tuleda em 23 de novembro sob o Marechal Lannes. Em 1809, comandou a cavalaria de vanguarda do corpo do Duque de Ístria. No caminho para Astorga, não muito longe de Villafranca del Bierzo, fez 2.000 prisioneiros, apreendeu alguns comboios de fuzis e libertou homens que haviam caído em poder dos ingleses. Este sucesso é o último que ele obtém. No mesmo dia, 31 de dezembro de 1809, na Batalha de Cacabelos, enquanto fazia reconhecimento com alguns escaramuçadores de infantaria, foi morto por uma bala na testa por um atirador britânico, o fuzileiro irlandês Thomas Plunkett, soldado no 95º Regimento de Fuzileiros (em inglês:  95th Rifle Regiment).

## Estado dos serviços

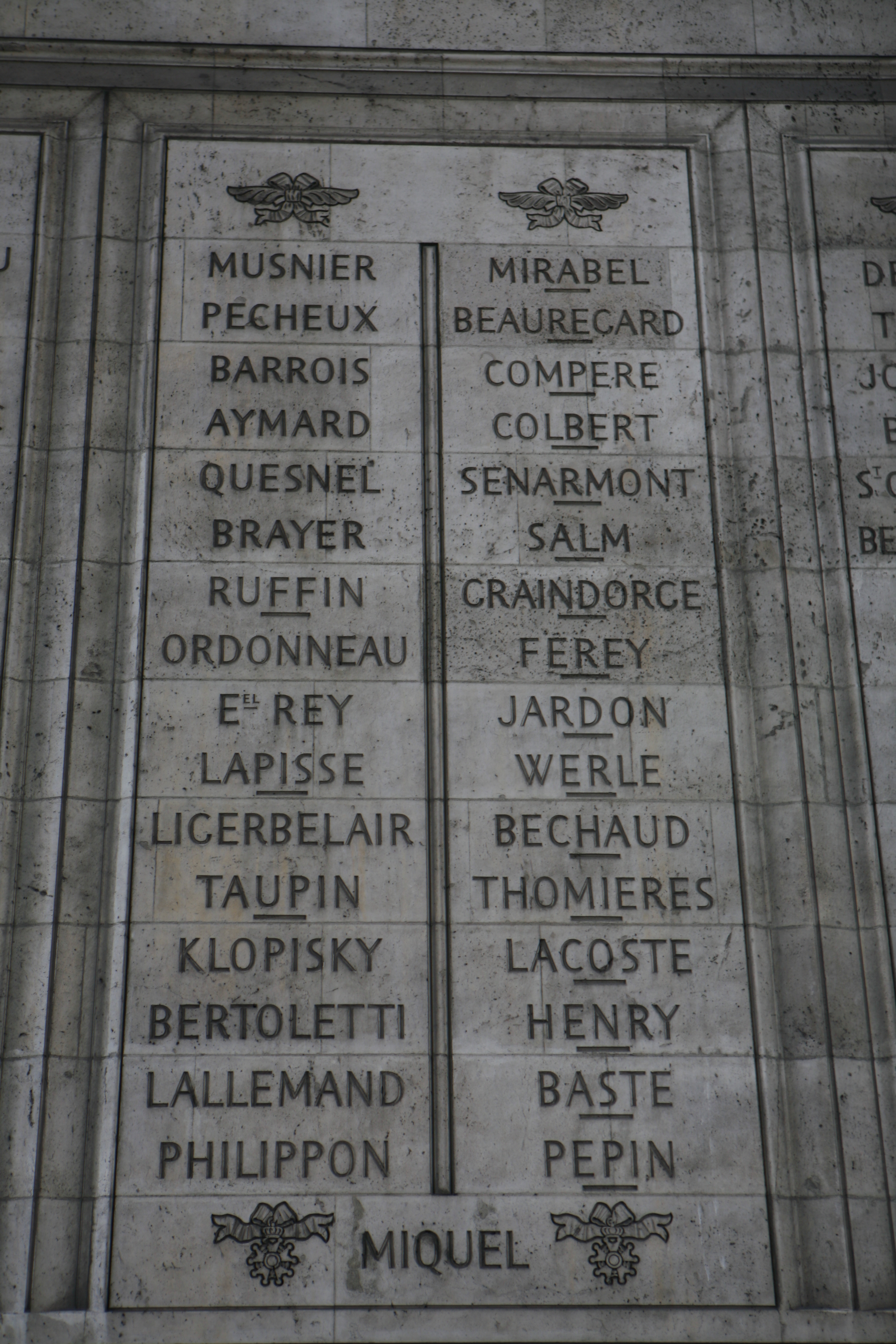
O nome de CORT está gravado sob o arco triunfal da Estrela (pilar Oeste, 38ª coluna).

- Voluntário na Guarda Nacional de Tarbes em 1792 ;
- Soldado em 1793 ;
- Caçador, 20 de janeiro de 1794 ;
- Tenente 3 de outubro de 1795 ;
- Capitão 19 de outubro de 1797 ;
- Comandante de esquadrão em título provisório 16 de agosto de 1798 ;
- Comandante de esquadrão 17 de março de 1799 ;
- Comandante de brigada, 18 de julho de 1800 ;
- General de brigada 24 de dezembro de 1805 ;
- Comandante da 2ª Brigada da Divisão de Cavalaria Tilly, do 1º Corpo de Cavalaria do Grande Armée de 11 de julho de 1806 a 22 de julho de 1806 ;
- Comandante da 6ª Brigada de Cavalaria Ligeira do Grande Armée de 22 de julho de 1806 a 1808 ;
- Atribuído ao Exército da Espanha de 1808 a 9 de novembro de 1808 ;
- Comandante da 6ª Brigada de Cavalaria Ligeira do Exército da Espanha de 9 de novembro de 1808 a 3 de janeiro de 1809.

## Títulos
- Barão Colbert e do Império (título concedido por decreto de 19 de março de 1808 e cartas patentes de 2 de julho de 1808, assinadas em Bayonne) ;

## Honras
- Cavaleiro da Legião de Honra[3] em 19 de Frimário do Ano XII (11 de dezembro de 1803) ;
- Cavaleiro da Ordem da Coroa de Ferro (após 1805).

## Homenagens

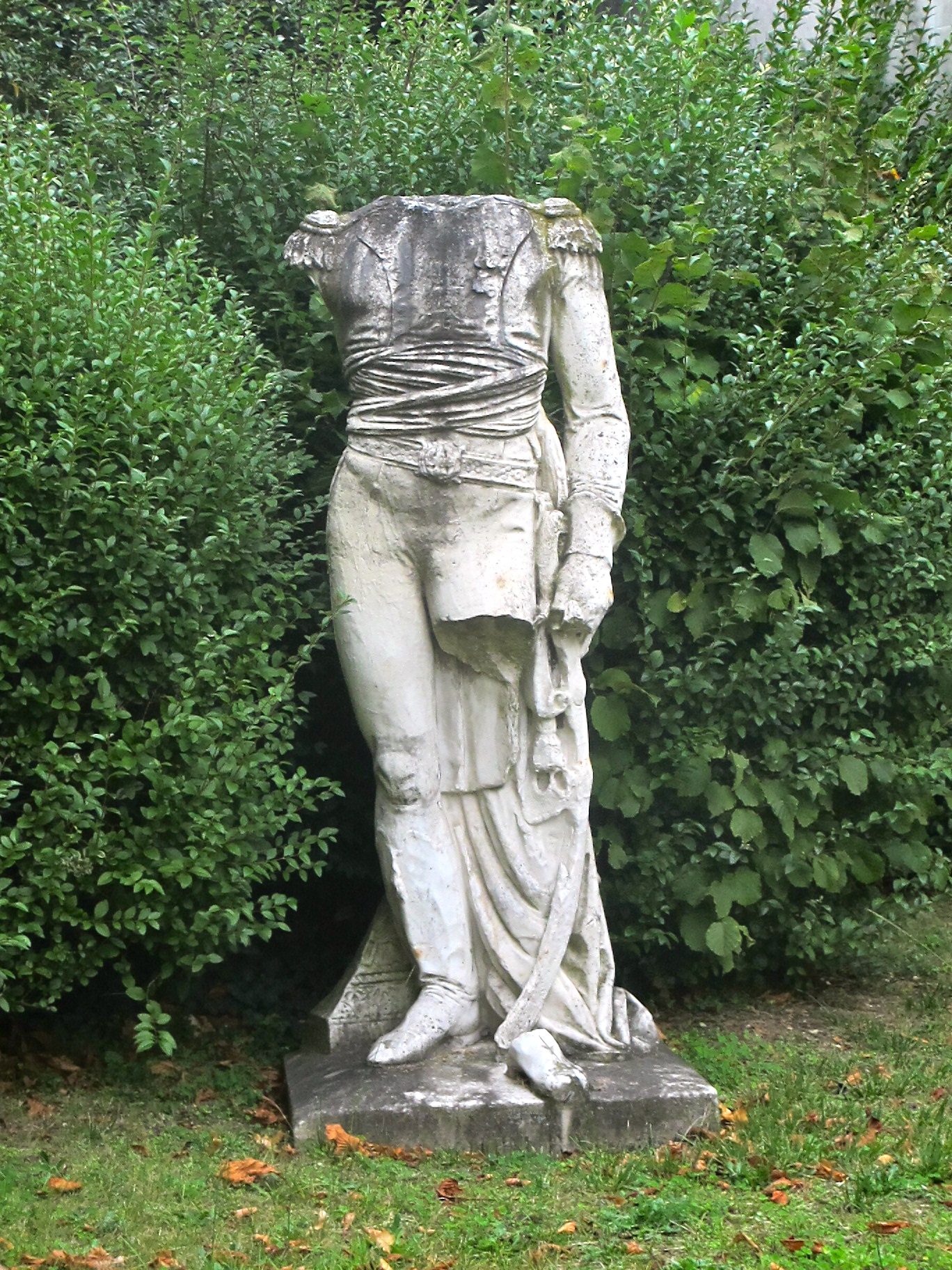
Estátua decapitada do General Colbert-Chabanais no parque do Lycée Militaire de Saint-Cyr

- O seu nome está gravado sob o arco triunfal da Estrela (pilar Oeste, 38º coluna ) : O General Colbert tendo morrido em combate, seu nome está sublinhado. O nome de Colbert está, portanto, gravado duas vezes, já que Pierre, seu irmão mais velho, é comemorado na 40ª coluna.
- Por decreto de 1de janeiro de 1810, Napoleão decidiu que a estátua de Colbert, falecido no campo de honra, seria colocada na Pont de la Concorde . Este projeto não foi executado.
- Sua estátua, no parque do Lycée Militaire de Saint-Cyr (anteriormente localizado no "pequeno bosque" e hoje perto da capela), é famoso no colégio por ser decapitado. Medindo 2,20 metros, elemento romântico dos jardins, inspirou um professor do liceu e soldado a escrever um poema que apareceu no jornal do liceu  .
- Seu « em Hermès » foi encomendado para o Château de Fontainebleau em 1809 . Realizada em mármore por Jean-Martin Renaud (Sarreguemines, 1746 - Paris, 1821), a obra foi finalmente colocada na Salle des Maréchaux do Palácio das Tulherias em 1810 e paga em 1810 e 1811. O busto foi mutilado durante o incêndio no Palácio das Tulherias em 1871 e entrou no Museu do Louvre pouco depois  . Um molde de gesso foi feito em 1835 por Jacquet, por encomenda de Louis-Philippe Eu sou a favor do « Galerias históricas ", e ainda está no Museu de História Francesa (Versalhes).[4]

## Brasão
| Figura                                        | Brasão |
| Predefinição:Armoiries avec ornements communs | Armas do Barão de Colbert e do Império Dourado; na cobra azul, bairro livre dos barões militares., - Liveries: vermelho, roxo, branco e preto. |

## Vida familiar
Auguste-François de Colbert foi o quinto filho de Louis Henri François (Paris, 27 de fevereiro de 1737 - Paris, 8 de fevereiro de 1792), Conde de Colbert-Chabanais, tenente-general dos exércitos do rei, cavaleiro de São Luís, e Jeanne David (por volta de 1756-1812), filha de Pierre Félix Barthélemy David (1710-1795), senhor de Grez, governador do Senegal (1738-1746), governador-geral dos Mascarenhas (1747-1750).
|  |                                                                         |  |  |  |  |  |  |  |  |  |  |  |  |  |  |  |
|  | 16. 20px Gilbert Colbert, marquis de Saint-Pouange (1642-1706)          |  |  |  |  |  |  |  |  |  |  |  |  |  |  |  |
|  |                                                                         |  |  |  |  |  |  |  |  |  |  |  |  |  |  |  |
|  |                                                                         |  |  |  |  |  |  |  |  |  |  |  |  |  |  |  |
|  | 8. François-Gilbert Colbert, marquis de Chabannais (1676-1719)          |  |  |  |  |  |  |  |  |  |  |  |  |  |  |  |
|  |                                                                         |  |  |  |  |  |  |  |  |  |  |  |  |  |  |  |
|  |                                                                         |  |  |  |  |  |  |  |  |  |  |  |  |  |  |  |
|  | 17. Marie Renée de Berthemet (vers 1647-1732)                           |  |  |  |  |  |  |  |  |  |  |  |  |  |  |  |
|  |                                                                         |  |  |  |  |  |  |  |  |  |  |  |  |  |  |  |
|  |                                                                         |  |  |  |  |  |  |  |  |  |  |  |  |  |  |  |
|  | 4. François-Gilbert Colbert, marquis de Saint-Pouange (1705-1765)       |  |  |  |  |  |  |  |  |  |  |  |  |  |  |  |
|  |                                                                         |  |  |  |  |  |  |  |  |  |  |  |  |  |  |  |
|  |                                                                         |  |  |  |  |  |  |  |  |  |  |  |  |  |  |  |
|  | 18. 20px François d'Escoubleau, marquis de Sourdis († 1707)             |  |  |  |  |  |  |  |  |  |  |  |  |  |  |  |
|  |                                                                         |  |  |  |  |  |  |  |  |  |  |  |  |  |  |  |
|  |                                                                         |  |  |  |  |  |  |  |  |  |  |  |  |  |  |  |
|  | 9. Angélique d'Escoubleau (1684-1729)                                   |  |  |  |  |  |  |  |  |  |  |  |  |  |  |  |
|  |                                                                         |  |  |  |  |  |  |  |  |  |  |  |  |  |  |  |
|  |                                                                         |  |  |  |  |  |  |  |  |  |  |  |  |  |  |  |
|  | 19. 20px Marie Charlotte de Bésiade d'Avaray                            |  |  |  |  |  |  |  |  |  |  |  |  |  |  |  |
|  |                                                                         |  |  |  |  |  |  |  |  |  |  |  |  |  |  |  |
|  |                                                                         |  |  |  |  |  |  |  |  |  |  |  |  |  |  |  |
|  | 2. Louis Henri François Colbert (1737-1792), comte de Colbert Chabanais |  |  |  |  |  |  |  |  |  |  |  |  |  |  |  |
|  |                                                                         |  |  |  |  |  |  |  |  |  |  |  |  |  |  |  |
|  |                                                                         |  |  |  |  |  |  |  |  |  |  |  |  |  |  |  |
|  | 20. 20px Charles Colbert, marquis de Croissy (1629-1696)                |  |  |  |  |  |  |  |  |  |  |  |  |  |  |  |
|  |                                                                         |  |  |  |  |  |  |  |  |  |  |  |  |  |  |  |
|  |                                                                         |  |  |  |  |  |  |  |  |  |  |  |  |  |  |  |
|  | 10. Louis-François Colbert, chevalier de Croissy (1677-1747)            |  |  |  |  |  |  |  |  |  |  |  |  |  |  |  |
|  |                                                                         |  |  |  |  |  |  |  |  |  |  |  |  |  |  |  |
|  |                                                                         |  |  |  |  |  |  |  |  |  |  |  |  |  |  |  |
|  | 21. Françoise Béraud (1642-1719)                                        |  |  |  |  |  |  |  |  |  |  |  |  |  |  |  |
|  |                                                                         |  |  |  |  |  |  |  |  |  |  |  |  |  |  |  |
|  |                                                                         |  |  |  |  |  |  |  |  |  |  |  |  |  |  |  |
|  | 5. Marie-Jeanne Colbert (1715-1786)                                     |  |  |  |  |  |  |  |  |  |  |  |  |  |  |  |
|  |                                                                         |  |  |  |  |  |  |  |  |  |  |  |  |  |  |  |
|  |                                                                         |  |  |  |  |  |  |  |  |  |  |  |  |  |  |  |
|  | 22. Paul Étienne Brunet, seigneur de Rancy (1653-1717)                  |  |  |  |  |  |  |  |  |  |  |  |  |  |  |  |
|  |                                                                         |  |  |  |  |  |  |  |  |  |  |  |  |  |  |  |
|  |                                                                         |  |  |  |  |  |  |  |  |  |  |  |  |  |  |  |
|  | 11. Marie Brunet de Rancy (1693-1742)                                   |  |  |  |  |  |  |  |  |  |  |  |  |  |  |  |
|  |                                                                         |  |  |  |  |  |  |  |  |  |  |  |  |  |  |  |
|  |                                                                         |  |  |  |  |  |  |  |  |  |  |  |  |  |  |  |
|  | 23. 20px Geneviève Michelle Colbert (1658-1734)                         |  |  |  |  |  |  |  |  |  |  |  |  |  |  |  |
|  |                                                                         |  |  |  |  |  |  |  |  |  |  |  |  |  |  |  |
|  |                                                                         |  |  |  |  |  |  |  |  |  |  |  |  |  |  |  |
|  | 1. 20px Auguste François-Marie, baronde Colbert                         |  |  |  |  |  |  |  |  |  |  |  |  |  |  |  |
|  |                                                                         |  |  |  |  |  |  |  |  |  |  |  |  |  |  |  |
|  |                                                                         |  |  |  |  |  |  |  |  |  |  |  |  |  |  |  |
|  | 24. Félix David                                                         |  |  |  |  |  |  |  |  |  |  |  |  |  |  |  |
|  |                                                                         |  |  |  |  |  |  |  |  |  |  |  |  |  |  |  |
|  |                                                                         |  |  |  |  |  |  |  |  |  |  |  |  |  |  |  |
|  | 12. Antoine Lélie David (vers 1683-1770)                                |  |  |  |  |  |  |  |  |  |  |  |  |  |  |  |
|  |                                                                         |  |  |  |  |  |  |  |  |  |  |  |  |  |  |  |
|  |                                                                         |  |  |  |  |  |  |  |  |  |  |  |  |  |  |  |
|  | 25. Barbe Cicoperi († avant 1706)                                       |  |  |  |  |  |  |  |  |  |  |  |  |  |  |  |
|  |                                                                         |  |  |  |  |  |  |  |  |  |  |  |  |  |  |  |
|  |                                                                         |  |  |  |  |  |  |  |  |  |  |  |  |  |  |  |
|  | 6. Pierre Félix Barthélemy David (1710-1795), seigneur du Grez          |  |  |  |  |  |  |  |  |  |  |  |  |  |  |  |
|  |                                                                         |  |  |  |  |  |  |  |  |  |  |  |  |  |  |  |
|  |                                                                         |  |  |  |  |  |  |  |  |  |  |  |  |  |  |  |
|  | 26. Joseph Estoupan (né en 1630)                                        |  |  |  |  |  |  |  |  |  |  |  |  |  |  |  |
|  |                                                                         |  |  |  |  |  |  |  |  |  |  |  |  |  |  |  |
|  |                                                                         |  |  |  |  |  |  |  |  |  |  |  |  |  |  |  |
|  | 13. Ursule Estoupan                                                     |  |  |  |  |  |  |  |  |  |  |  |  |  |  |  |
|  |                                                                         |  |  |  |  |  |  |  |  |  |  |  |  |  |  |  |
|  |                                                                         |  |  |  |  |  |  |  |  |  |  |  |  |  |  |  |
|  | 27. Françoise Marin (née en 1650)                                       |  |  |  |  |  |  |  |  |  |  |  |  |  |  |  |
|  |                                                                         |  |  |  |  |  |  |  |  |  |  |  |  |  |  |  |
|  |                                                                         |  |  |  |  |  |  |  |  |  |  |  |  |  |  |  |
|  | 3. Jeanne David (vers 1756-1812)                                        |  |  |  |  |  |  |  |  |  |  |  |  |  |  |  |
|  |                                                                         |  |  |  |  |  |  |  |  |  |  |  |  |  |  |  |
|  |                                                                         |  |  |  |  |  |  |  |  |  |  |  |  |  |  |  |
|  | 28. Henri du Chauffour († 1676)                                         |  |  |  |  |  |  |  |  |  |  |  |  |  |  |  |
|  |                                                                         |  |  |  |  |  |  |  |  |  |  |  |  |  |  |  |
|  |                                                                         |  |  |  |  |  |  |  |  |  |  |  |  |  |  |  |
|  | 14. Paul Edouard du Chauffour (1664- vers 1731)                         |  |  |  |  |  |  |  |  |  |  |  |  |  |  |  |
|  |                                                                         |  |  |  |  |  |  |  |  |  |  |  |  |  |  |  |
|  |                                                                         |  |  |  |  |  |  |  |  |  |  |  |  |  |  |  |
|  | 29. Jeanne Dubois                                                       |  |  |  |  |  |  |  |  |  |  |  |  |  |  |  |
|  |                                                                         |  |  |  |  |  |  |  |  |  |  |  |  |  |  |  |
|  |                                                                         |  |  |  |  |  |  |  |  |  |  |  |  |  |  |  |
|  | 7. Anne Jeannine Perrine du Chauffour                                   |  |  |  |  |  |  |  |  |  |  |  |  |  |  |  |
|  |                                                                         |  |  |  |  |  |  |  |  |  |  |  |  |  |  |  |
|  |                                                                         |  |  |  |  |  |  |  |  |  |  |  |  |  |  |  |
|  | 15. Anne Jacqueline de Launay                                           |  |  |  |  |  |  |  |  |  |  |  |  |  |  |  |
|  |                                                                         |  |  |  |  |  |  |  |  |  |  |  |  |  |  |  |
|  |                                                                         |  |  |  |  |  |  |  |  |  |  |  |  |  |  |  |

A sua viúva casou-se novamente, em 20 de outubro de 1814, com Pierre Arnauld de La Briffe, com quem teve um filho.